# Friedrich Hölderlin

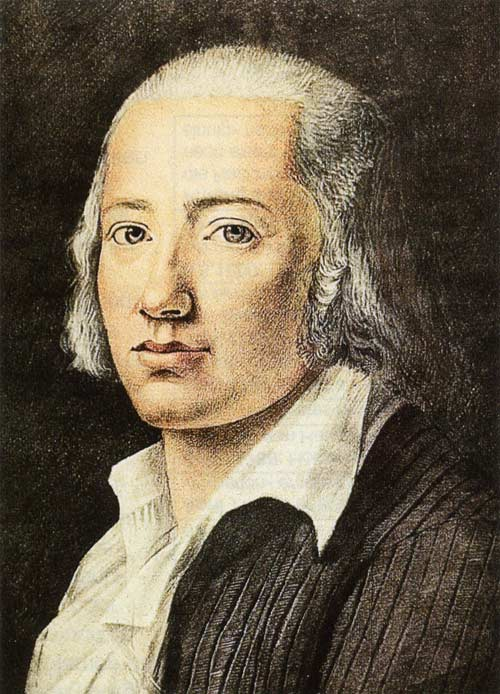
Friedrich Hölderlin (portret uit 1792)

Johann Christian Friedrich Hölderlin (Lauffen am Neckar, 20 maart 1770 – Tübingen, 7 juni 1843) was een Duitse lyrische dichter. Zijn werk overbrugt de klassieke en romantische scholen.

## Leven

### Vroege jeugd
Friedrich Hölderlin werd in 1770 geboren in Lauffen am Neckar in het Hertogdom Württemberg. Zijn ouders waren de kloosterbewaarder Heinrich Friedrich Hölderlin (1736-1772) en de domineesdochter Johanna Christiana Heyn (1748-1828). In 1772 werd Friedrichs zus Heinrike geboren, en in datzelfde jaar overleed zijn vader. Zijn moeder hertrouwde in 1774 met Johann Christoph Gok (1748-1779), wijnhandelaar en later burgemeester van Nürtingen, waarnaar het gezin verhuisde. In 1776 werd zoon en halfbroer Carl geboren, maar het gezinsgeluk duurde niet lang: in 1779 overleed Johann Christoph Gok. Het verdriet van dit verlies maakte diepe indruk op de jonge Hölderlin; in 1799 schreef hij in een brief aan zijn moeder: 'Toen mijn tweede vader stierf, wiens liefde zo onvergetelijk voor mij is, toen ik mij met een onbegrijpelijke pijn wees voelde, en uw dagelijkse droefheid en tranen zag, toen stelde mijn ziel zich voor het eerst op deze ernst in die mij nooit geheel verliet, en echt met de jaren enkel kon groeien'. Behalve dit verlies maakte de landelijke omgeving van eerst Lauffen en later Nürtingen een blijvende indruk op de jonge Hölderlin: de schoonheid van de natuur zou een telkens terugkerend thema in zijn werk worden.

### Schooljaren
Hölderlins moeder had voor haar zoon al vroeg een loopbaan als predikant in gedachten. Dienovereenkomstig bezocht Hölderlin na de Latijnse school de kloosterscholen in Denkendorf en Maulbronn. De overgang van de nabijheid van de natuur en de geborgenheid van de familie naar de levensomstandigheden in een kloosterschool was bijzonder hard voor Hölderlin; als 16-jarige schreef hij in een brief aan zijn vriend Immanuel Nast: '(...) ik heb vanaf mijn jongensjaren een aanzet - van mijn toenmalige hart - en die is mij nog het liefst - dat was een soort wassen zachtheid, en dat is de reden dat ik in bepaalde buien over alles kan huilen - maar juist dit deel van mijn hart wordt het ergst mishandeld zolang ik in het klooster ben'.
Al in deze tijd wist Hölderlin dat zijn hart niet uitging naar de kerk, maar naar de letteren. De strijd tussen de verplichting van de zoon jegens de wens van zijn moeder enerzijds en de ervaren noodzaak een heel andere kant op te gaan anderzijds is duidelijk voelbaar in de briefwisseling die Hölderlin tijdens zijn leven met zijn moeder had. Zonder haar te schofferen heeft hij altijd vastgehouden aan zijn oorspronkelijke verlangen.
Hölderlins jaren in Maulbronn werden verzacht door zijn genegenheid voor Louise Nast, de nicht van zijn vriend Immanuel. Louise beantwoordde zijn gevoelens van harte, en tussen de twee ontstond een liefdesverhouding die enige jaren duurde. In het voorjaar van 1789 beëindigde Hölderlin de verhouding; de manier waarop hij wilde leven kon hij onmogelijk combineren met het eerbiedwaardig onderhouden van een vrouw. Aan zijn zus schreef hij dat zijn eigenlijke wens was om 'in rust en ingetogenheid te leven - en boeken te kunnen schrijven zonder daarbij honger te lijden'. En in een brief aan zijn moeder bekende hij: 'Bij gelegenheid moet ik u zeggen dat ik sinds jaar en dag vastbesloten ben om nooit te trouwen'.

### Studiejaren
In 1788 vertrok Hölderlin naar Tübingen om theologie te studeren aan het Tübinger Stift (het seminarium van de protestantse kerk in Württemberg). De levensomstandigheden werden er echter niet beter op; in de zomer van 1790 schreef hij aan zijn moeder: '(...) mijn lichamelijke en psychische omstandigheden zijn ontstemd in deze omgeving; u kunt concluderen dat de immer voortdurende ergernis, de beperking, de ongezonde lucht, het slechte eten, mijn lichaam wellicht eerder zijn krachten ontnemen dan in een vrijere omgeving. U kent mijn temperament, dat zich juist doordat het temperament is, simpelweg niet laat ontkennen, zo weinig als het geschikt is voor mishandelingen, voor druk en verachting. O lieve mama! Mijn vader zaliger zei zo vaak dat "zijn universiteitsjaren zijn meest aangename waren", daar zal ik eens moeten zeggen "mijn universiteitsjaren hebben mijn leven voor altijd bitter gemaakt"'. Gebukt onder de druk en dwang die het leven in Tübingen met zich bracht, zette Hölderlin door. Zijn hechte vriendschap met de toekomstige filosofen Hegel en Schelling, die beiden ook aan het Tübinger Stift studeerden, was een welkome verlichting. In de herfst van 1793 kwam een einde aan de kwelling: Hölderlin verliet Tübingen met een goed eindresultaat.

### Werk als huisleraar
Aangezien een kerkelijke loopbaan het tegendeel was van wat Hölderlin wilde, moest hij een andere manier vinden om in zijn levensonderhoud te voorzien. Hij koos voor de destijds eerbare optie om Hofmeister te worden, een inwonende huisleraar.
Zijn eerste positie als huisleraar was in Waltershausen op een zeer afgelegen landgoed, in de jaren 1794-1795. De vrouw des huizes was bevriend met Goethe en Schiller en introduceerde Hölderlin bij hen.
Begin 1796 werd Hölderlin aangenomen als huisleraar voor de oudste zoon van Jakob Gontard en diens vrouw Susette in Frankfurt. Jakob Gontard leidde samen met zijn broer en oom een succesvolle bankonderneming; de familie had een leidende positie in de stad. Jakob Gontard stelde de zaken boven alles, en liet de huiselijke aangelegenheden graag aan zijn vrouw over. Susette Gontard wordt door tijdgenoten omschreven als een verfijnde, Grieks aandoende schoonheid. Ze was als 17-jarige getrouwd en had met haar man vier kinderen toen Hölderlin aantrad, wiens taak het was om de toen 8-jarige Henry te onderwijzen. Binnen enkele weken ontwikkelde Hölderlin een diepe genegenheid en bewondering voor Susette Gontard. De genegenheid was wederzijds en gaandeweg ontstond er tussen Hölderlin en Susette een intieme, liefdevolle verstandhouding. Zij werd het model voor Diotima in Hyperion. Het eerste jaar bij de Gontards lijkt een gelukkige tijd voor Hölderlin; zijn brieven uit die periode zijn hooggestemd. Daarna werd deze stemming in toenemende mate gedrukter; Hölderlin had grote moeite met het milieu van de grootsteedse welgestelde burgers: 'Hier (...) zie je, enkele echte mensen uitgezonderd, louter monsterlijke karikaturen. Bij de meesten werkt hun rijkdom zoals bij boeren nieuwe wijn, want precies zo kinderachtig, bedrieglijk, grof en trots zijn ze', schreef hij zijn zus in het voorjaar van 1798. Men keek neer op Hölderlins positie en had weinig achting voor de hogere vorming van de mens die Hölderlin nastreefde. Bovendien voelde hij duidelijk hoe zijn verhouding tot Susette de onderlinge verhoudingen in het gezin negatief beïnvloedde.
De groeiende spanning die Hölderlin in stilte duldde, werd uiteindelijk ondraaglijk. In september 1798 verliet hij na een heftige woordenwisseling met Jakob Gontard het huis. Hij zocht zijn toevlucht in het nabijgelegen Homburg, waar hij onderdak vond bij zijn vriend Isaak von Sinclair. In Homburg probeerde Hölderlin weer op krachten te komen en een nieuwe weg in te slaan, maar zonder succes. Pogingen om een literair tijdschrift te beginnen, mislukten. Ook het plan om in Stuttgart privécolleges te houden voor jonge studenten vond geen doorgang. Verzoeken aan Schiller om hulp bleven onbeantwoord. Ondertussen bleven Hölderlin en Susette elkaar in het geheim zien, maar meer dan een kort en vluchtig weerzien konden deze ontmoetingen niet zijn. Uiteindelijk besloten beiden dat het beter was om voorgoed afscheid te nemen. In mei 1800 zagen ze elkaar voor het laatst. Susette Gontard zou twee jaar later op 32-jarige leeftijd overlijden aan de rodehond. Enkele van haar brieven aan Hölderlin zijn bewaard gebleven; deze geven het beeld van een intelligente en sensitieve vrouw wier beste krachten in haar omgeving geheel niet werden aangesproken. De toon van haar brieven is dapper, toegewijd en tegelijkertijd nuchter. Ze stimuleerde Hölderlin zijn roeping serieus te nemen en niet aan haar te blijven hangen.

### Waanzin
Lichamelijk en geestelijk verzwakt pakte Hölderlin zo goed als het ging zijn leven weer op. In februari 1801 aanvaardde hij een positie als huisleraar in het Zwitserse Hauptwil, maar erg lang hield hij het niet uit. Begin 1802 reisde hij naar Bordeaux om daar als huisleraar aan de slag te gaan. Wat daar vervolgens is gebeurd, is onduidelijk, maar feit is dat Hölderlin na enkele maanden in verwarde en verwaarloosde toestand in zijn vaderland verscheen. Zijn vrienden herkenden hem nauwelijks. Hoewel Hölderlin last had van woede-uitbarstingen leek er na enige tijd een algehele verbetering op te treden in zijn toestand. Zijn vriend Isaak von Sinclair nodigde hem uit om bij hem in Homburg te komen wonen, waar hij voor Hölderlin een positie als hofbibliothecaris regelde. In 1806 was zijn geestelijke toestand echter zo verslechterd, dat men hem naar een psychiatrische instelling in Tübingen bracht.
In de kliniek in Tübingen volgde een behandeling die bijna een jaar duurde, maar die geen effect had. In 1807 werd Hölderlin als ongeneeslijk uit de kliniek ontslagen; men gaf hem hooguit nog enkele jaren te leven. Hij werd opgenomen in het huis van Ernst Zimmer en zijn familie. Zimmer was een geletterde timmerman uit Tübingen die Hyperion had gelezen en zich graag over Hölderlin ontfermde. Hölderlin kreeg een kamer met een torenuitbouw die uitzag op de Neckar. Daar werd hij door Zimmer en diens familie 36 jaar lang verzorgd tot zijn dood in 1843.
Over Hölderlins waanzin is veel gespeculeerd en geschreven, maar het is zeer lastig om uit de overgeleverde informatie een diagnose op te maken. Aanvankelijk had hij last van hevige woede-uitbarstingen die echter in de loop der tijd verdwenen. Hölderlin was wel aanspreekbaar, maar een redelijk gesprek met hem voeren was onmogelijk; hij verviel telkens in onsamenhangend gepraat. Uit de brieven van Ernst Zimmer aan Hölderlins moeder blijkt dat hij tamelijk rustig zijn dagen doorbracht met op en neer lopen, het hardop declameren van klassieke werken en pianospelen. Daarnaast schreef hij stapels papier vol; vaak onzinnig gekrabbel, maar een enkele keer een volledig gedicht. Ernst Zimmer karakteriseerde Hölderlins innerlijke toestand als een leven waarin de samenhang ontbrak, maar dat niettemin nog altijd groots was.

## Werk
Hölderlins lyriek is niet los te zien van de geestelijke en historische horizon waarbinnen zij is ontstaan. Om zijn werk te begrijpen, zijn ten minste vier invloedssferen van groot belang.
Ten eerste is daar de Franse Revolutie, die uitbrak toen Hölderlin in Tübingen studeerde en die de gemoederen in heel Europa in beweging bracht. Ook Hölderlin en zijn studiegenoten bleven niet onberoerd: de enthousiaste jongelingen zagen de revolutie als het begin van een nieuwe tijd, waarin de mens zich maximaal zou ontwikkelen tot een vrij en verlicht wezen.
Daarnaast werd de tweede helft van de achttiende eeuw in artistiek en intellectueel opzicht getekend door het neoclassicisme. Hölderlin hield veel van de Griekse cultuur, maar anders dan zijn grote voorbeelden Goethe en Schiller nam hij het klassieke ideaal zeer persoonlijk op. Zo is zijn werk rijk aan figuren en symbolen uit de Griekse mythologie en ziet hij het oude Griekenland als een heilige plaats waar mensen en goden elkaar nabij waren, een plaats die nu verloren is. Daarnaast was Hölderlin een groot liefhebber van de klassiek Griekse schrijvers Sophocles en Pindarus. Vaak vormt hij eigen metaforen die gebaseerd zijn op hun werken en hebben zijn latere gedichten een metrum dat hij daaraan ontleent.
Uit Hölderlins piëtistische opvoeding en theologische studie komen de metaforen en symbolen die vooral in zijn latere gedichten een grote rol spelen. De Bijbel en piëtistische literatuur, maar ook de religieus getinte werken van Klopstock zijn de belangrijkste bronnen waaruit Hölderlin put.
Voor het begrip van Hölderlins werk is ten slotte het Duitse idealisme een factor van belang. De belangrijkste vertegenwoordigers van deze filosofische stroming, Schelling en Hegel, waren goede vrienden van Hölderlin. Over en weer beïnvloedden ze elkaar met ideeën die ook hun weerslag hebben gekregen in Hölderlins werk.
Hölderlin heeft tijdens zijn leven vooral gedichten geschreven. Daarnaast schreef hij een roman, Hyperion, en een treurspel, De dood van Empedocles, dat onvoltooid bleef. Ook zijn Hölderlins vertalingen van werk van Sophocles overgeleverd, alsmede een aantal losse beschouwingen over filosofie, poëzie en esthetiek, die echter vanwege hun typische idioom lastig te doorgronden zijn.

### Gedichten
De gedichten die Hölderlin schrijft tijdens zijn jaren in Denkendorf en Maulbronn lijken veel op het werk van Schiller. In Tübingen schrijft hij voornamelijk gerijmde hymnen, opgedragen aan abstracte onderwerpen zoals de stilte, de onsterfelijkheid en de vrijheid. In zijn gedichten uit deze tijd komt duidelijk zijn liefde voor het klassieke Griekenland tot uiting.
Tot 1800 schrijft Hölderlin gedichten in verschillende vormen. Het klassieke Griekenland met zijn goden, de natuur en de plaats van de mens op aarde zijn terugkerende thema’s. Na 1800 krijgen Hölderlins gedichten niet alleen een andere vorm, maar ook een andere toonaard. Hij bedient zich vooral van de antieke vormen van de ode en de elegie, waarin hij zich als een ware meester van de complexe metrische vorm toont. De toon van Hölderlins gedichten wordt nu veeleer filosofisch, meer denken dan dichten. Naast de klassiek Griekse godenwereld komen christelijke motieven naar voren, met als beste voorbeeld de elegie ‘Brood en wijn’. Typisch voor Hölderlins gedichten na 1800 is ook dat hij van hetzelfde gedicht meerdere versies schrijft, die steeds op kleine maar cruciale punten van elkaar verschillen.
De gedichten uit de jaren 1800-1806 getuigen van Hölderlins unieke en rijke scheppingskracht, die nog volop in ontwikkeling was toen zijn geestelijke toestand verslechterde. Naast de volkomen en afgeronde gedichten uit die tijd zijn ook verbrokkelde gedichten of veeleer ontwerpen overgeleverd waarin de innerlijke samenhang ontbreekt, maar waarin soms te midden van de onlogische volgorde en de lege plekken een zin helder oplicht.
In de lange tijd van zijn geestesziekte bleef Hölderlin schrijven; grotendeels onduidelijk gekrabbel zonder enige betekenis, maar af en toe ook een volkomen gedicht in eenvoudige vorm. Vaak ondertekende hij zo’n gedicht met de fictieve naam Scardanelli en voorzag het geschrevene van een gefingeerde datum die ver in de toekomst of in het verleden lag.

### Hyperion
Hyperion (volledige titel: Hyperion oder Der Eremit in Griechenland (Hyperion of De heremiet in Griekenland)) is een roman waarin Hölderlin tegen de achtergrond van de Griekse onafhankelijkheidsstrijd een lyrische bewogenheid ten gehore brengt. Hyperion kan dweepzuchtig en sentimenteel lijken, maar is in de eerste plaats veeleer muzikaal. Daarnaast is de roman Hölderlins zelfgetuigenis en bevat als zodanig veel van zijn eigen beschouwingen over kunst, schoonheid en religie. Hyperion verscheen in twee delen in 1797 en 1799.
De hoofdpersoon Hyperion, die in retrospectief zijn Duitse vriend Bellarmin in brieven vertelt over zijn leven, groeit in het midden van de 18e eeuw op in het zuiden van Griekenland, te midden van de natuur. Zijn leraar Adamas wijdt hem in in de wereld van de oude Grieken, waardoor Hyperion ontvlamt voor het klassieke verleden. Zijn vriend Alabanda betrekt hem bij de plannen om Griekenland, destijds onder Turkse heerschappij, te bevrijden. Dan leert hij Diotima kennen, de vrouw die voor hem het hoogste ideaal van schoonheid en wijsheid belichaamt. Zij geeft Hyperion de daadkracht om aan de bevrijdingsoorlog deel te nemen. De rauwheid van de strijd is echter niets voor Hyperion. Hij raakt zwaargewond, Alabanda moet vluchten en Diotima sterft. Hyperion vertrekt naar Duitsland, maar voelt zich daar niet thuis. Hij keert terug naar Griekenland, waar hij als heremiet leeft. In de schoonheid van de natuur en het landschap verzoent hij zich met zijn eenzaamheid.

### De dood van Empedocles
De dood van Empedocles (Der Tod des Empedokles) is een onvoltooid treurspel, dat werd geschreven tussen 1797 en 1800 en pas na de dood van Hölderlin is gepubliceerd. Het stuk beschrijft de laatste levensdagen van de presocratische filosoof Empedocles, die zich volgens de legende in de Etna wierp om zo naar de goddelijke wet een vrije dood te sterven. Hölderlin heeft de figuur van Empedocles nader uitgewerkt tot een mensengestalte met een goddelijke natuur. De innerlijke tegenstelling in deze mens en de spanning die dat in de buitenwereld oproept, leiden noodzakelijk tot een zelfgekozen dood.

### De treurspelen van Sophocles
In 1804 verscheen Hölderlins vertaling van de treurspelen van Sophocles, maar deze werd op een enkele uitzondering na niet enthousiast ontvangen. Hölderlins vertaling was poëtisch, terwijl het gebruikelijk was om een tekst juist glad te strijken. Pas in de 20e eeuw werd het belang van een dergelijke wijze van vertalen onderkend.

## Ontvangst en betekenis van Hölderlins werk
Hölderlin is een 18e-eeuwse dichter die niet los te koppelen is van zijn hiervoor beschreven horizon. Wat hem echter 'modern' maakt, is de vooral in zijn latere werk voelbare zoektocht naar een nieuwe uitdrukkingsvorm, het losbreken van de conventies ten gunste van een geheel eigen manier van zeggen. Deze eigenheid in combinatie met de rijke metaforiek en symboliek maken zijn werk niet makkelijk toegankelijk. Echter juist Hölderlins intense subjectiviteit die de taal tot het uiterste brengt, toont hem als een grootse dichter die zijn uitwerking ook in de toekomst niet licht zal verliezen.
Hölderlin was zich zeer bewust van zijn eigenheid die niet paste in de vormen en regels die de wereld om hem heen voorschreef. In november 1797 schreef hij zijn broer: ‘Ik ben met de huidige heersende smaak zozeer in tegenspraak, maar ik geef ook in de toekomst weinig van mijn eigenzinnigheid op, en hoop me erdoorheen te slaan’. Hölderlin hoopte als dichter een stichtende rol te kunnen spelen in de nieuwe epoche die volgens hem spoedig zou aanbreken. Als dichter wilde hij de mensen aanzetten tot een nieuwe religiositeit die volledig het tegendeel was van de levenloze kerkgodsdienst. Hij was ervan overtuigd dat de tijd daarvoor rijp was, maar de werkelijkheid bleek anders. Op praktische, financiële moeilijkheden was Hölderlin wel berekend, maar niet op het feit dat men nauwelijks oor voor zijn werk had. Uit de elegie ‘Brood en wijn’ komen zijn bekende woorden ‘waarom dichter in armzalige tijd?’.
Hölderlins poëzie, die tegenwoordig zonder meer geldt als een hoogtepunt van de Duitse en westerse literatuur, was tot het midden van de 19e eeuw niet onbekend dankzij een uitgave van zijn gedichten in 1826. Daarna werd zijn werk echter vrijwel volledig genegeerd: men zag hem als een romantische dweper die bovendien krankzinnig was. Pas begin 20e eeuw nam de belangstelling voor Hölderlin weer toe dankzij de inzet van Norbert von Hellingrath om een verantwoorde en complete uitgave van Hölderlins werk samen te stellen.
Er was echter één grote denker in de 19e eeuw die zijn werk bijzonder waardeerde. Dat was Friedrich Nietzsche, die Hölderlins poëzie op 17-jarige leeftijd ontdekte. Hij schreef er een opstel over voor school (het Pforta-gymnasium). Nietzsche prees Hölderlin de hemel in tegen de toen heersende opinie. Zijn leraar maakte een smalende opmerking over Nietzsches keuze, maar gaf hem evenwel een 8,5 voor taalkundige kwaliteit. Ook op latere leeftijd bleef Nietzsche de dichter waarderen.

## Uitgaven

### Uitgaven in het Duits

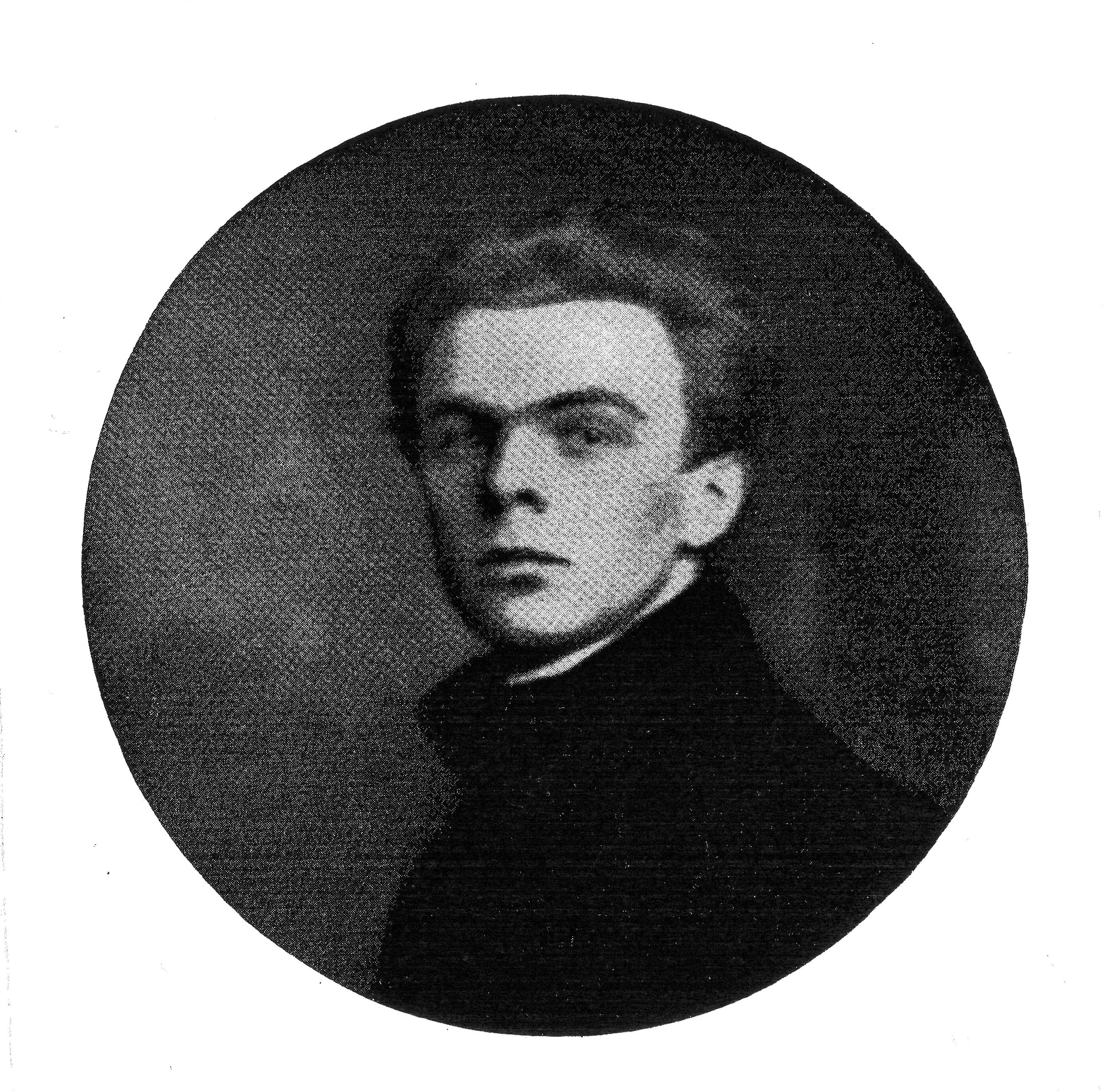
Hölderlin-uitgever Norbert von Hellingrath

- Sämtliche Werke, uitgegeven door Christoph Theodor Schwab (eerste uitgave van het verzameld werk), 1846.
- Sämtliche Werke, historisch-kritische uitgave, begonnen door Norbert von Hellingrath, voortgezet door Friedrich Seebass en Ludwig von Pigenot, Berlijn, 1923 en 1943.
- Sämtliche Werke, uitgegeven door Friedrich Beißner, Stuttgart, 1946–1985 (acht banden, de zogeheten 'Stuttgarter Ausgabe').
- Sämtliche Werke und Briefe, uitgegeven door Michael Knaupp, München/Wenen: Hanser, 1992-1993 (drie banden).
- Sämtliche Werke und Briefe in drei Bänden, uitgegeven door Jochen Schmidt, Frankfurt am Main: Deutscher Klassiker Verlag, 1992.
- Sämtliche Werke. Historisch-kritische Ausgabe, uitgegeven door D.E. Sattler, Frankfurt am Main: Strömfeld Verlag, 1975–2008 (twintig banden en drie supplementen, de zogeheten 'Frankfurter Ausgabe').[11]

### Vertalingen in het Nederlands
- (2021). De dood van Empedokles / vert. J.J.C. van Aken. Brave New Books
- (2014). De dood van Empedokles / vert.: Bart Philipsen. Poeziecentrum
- (2010). De mooiste van Friedrich Hölderlin / vert.: Erik Derycke, Geert Van Istendael; red.: Koen Stassijns, Ivo van Strijtem; inl.: Bart Philipsen. Lannoo/Atlas, Tielt /Amsterdam. 157 p. ISBN 978-90-77441-06-0. Gedichten in het Duits met Nederlandse vertaling
- (1993). Antigone / van Sophocles; in de Duitse vertaling van Friedrich Hölderlin, voor het theater bew. door Bertolt Brecht, door Jean-Marie Straub in 147 scènes onderverdeeld en in het Nederlands vert. door Ludo Verbeeck met een naw. van Bart Philipsen. Klapstuk/Nederlands Filmmuseum, Leuven/Amsterdam. 86 p. ISSN 0926-3411.
- (1991). Hyperion, Bruno Maderna / nieuwe versie, samengest. door Péter Eötvös; samenst. en red.: Peter de Caluwe e.a.; vert. door Ad den Besten e.a. De Nederlandse Opera, Amsterdam. 38 p. Nieuwe versie op basis van originele aantekeningen van Bruno Maderna. Wereldpremière eerste versie, 6 oktober 1964, Venetië. Tekst van het libretto in het Duits en Nederlands. ISBN 90-5082-055-7, ISBN 90-5082-056-5
- (199?). Hyperions lied van het lot / vert.: Kester Freriks. Z.n., z.pl. 16 p. Oorspr. titel: Hyperions Schickalslied
- (1990). Onder een ijzeren hemel: brieven / vert., bezorging, nawoord: Kester Freriks. De Arbeiderspers, Amsterdam. 359 p., 24 p. ill. (Privé-domein ; 163). ISBN 90-295-2052-3. Keuze uit zijn correspondentie
- (1988). Gedichten / vert.: Ad den Besten; Uitg. met de oorspr. Duitse tekst: De Prom, Baarn. 3e dr. als Athenaeum-Polak & Van Gennep, Amsterdam. 2011, 258 p. ISBN 978-90-253-6914-9. (Perpetua-reeks).  Keuze van honderd gedichten in metrische vertaling, nawoord Kester Freriks.
- (1988). Heilige vaten zijn de dichters: 33 gedichten in vertaling / vert.: Jaak Fontier. Kruispunt, Brugge. 176 p. ISBN 90-71755-05-3
- (1988). Zeven gedichten uit de laatste levensjaren / vert.: J.C. Ebbinge Wubben. Arethusa Pers, Baarn. 23 p. Duitse tekst met Nederlandse vertaling. Oplage: 90 ex., nr. 1-60 met een ets van Reinder Homan.
- (1987). De dood van Empedokles / vert.: Gerrit Bussink. Stichting voorheen ADM, Utrecht. 133 p. Oorspr. titel: Der Tod des Empedokles
- (1987). Hyperion / vert. Ben Schomakers. Uitgeverij Thoth
- (1987). Weerloos: gedichten van Friedrich Hölderlin / vert.: Piet Thomas , Ludo Verbeeck. Theoria, Kortrijk. 88 p. ISBN 90-94-00983-8 Heruitgave: De mooiste gedichten, 2000, Uitgeverij Davidsfonds
- (1981). Wat blijft stichten de dichters / vert. Jaak Fontier. Uitgeverij Danthe. Duits-Nederlandse bloemlezing.